# بيورن هاوغ
بيورن هاوغ (بالنرويجية البوكمول: Bjørn Haug)‏ هو قاضي ومحامي نرويجي، ولد في 16 ديسمبر 1928 في أوسلو في النرويج.